# Genthin
Genthin (phát âm tiếng Đức: [ɡɛnˈtiːn]) là một thị xã ở the huyện Jerichower Land, bang Sachsen-Anhalt, Đức. Đô thị Genthin có diện tích 224,17 km², dân số thời điểm ngày 31 tháng 12 năm 2006 là 16.290 người. Genthin nằm bên kênh đào Elbe-Havel, cự ly khoảng 50 km về phía đông bắc của Magdeburg, and 27 km về phía tây của Brandenburg.
Genthin từng là địa hạt hành chính của đô thị tập thể ("Verwaltungsgemeinschaft") Elbe-Stremme-Fiener, trước khi được sáp nhập vào thị trấn mới được thành lập Jerichow vào năm 2010.